# Liste der Städte und Gemeinden mit Namenszusatz in Nordrhein-Westfalen
Die Liste der Städte und Gemeinden mit Namenszusatz in Nordrhein-Westfalen enthält Kommunen, denen gemäß § 13 Abs. 3 der Gemeindeordnung für das Land Nordrhein-Westfalen oder gemäß § 12 Abs. 2 der Kreisordnung für das Land Nordrhein-Westfalen das Führen eines Namenszusatzes durch das für Kommunales zuständige Ministerium auf Antrag genehmigt wurde.
Im Oktober 2011 hat der Landtag Nordrhein-Westfalen beschlossen, die Gemeindeordnung und die Kreisordnung anzupassen, so dass nun amtliche Bezeichnungen erlaubt sind, die auf die Geschichte oder heutige Bedeutung von Gemeinden und Kreisen hinweisen. Mit einer Mehrheit von drei Vierteln der Mitglieder können die Räte und Kreistage eine Bezeichnung bestimmen und beim Ministerium des Innern beantragen. Nach der Genehmigung gilt der Zusatz als amtliche Bezeichnung, ist in der Hauptsatzung aufzuführen und muss im offiziellen Schriftverkehr geführt werden. Die Anpassung von Ortseingangstafeln ist optional.
| Stadt oder Gemeinde  | Namenszusatz                | Kreis                      | genehmigt am       |
| -------------------- | --------------------------- | -------------------------- | ------------------ |
| Attendorn            | Hansestadt                  | Kreis Olpe                 | 19. März 2012      |
| Borgentreich         | Orgelstadt                  | Kreis Höxter               | 6. Juli 2012       |
| Breckerfeld          | Hansestadt                  | Ennepe-Ruhr-Kreis          | 6. August 2012     |
| Brüggen              | Burggemeinde                | Kreis Viersen              | 19. März 2012      |
| Enger                | Widukindstadt               | Kreis Herford              | 19. März 2012      |
| Ennepetal            | Stadt der Kluterthöhle      | Ennepe-Ruhr-Kreis          | 23. August 2012    |
| Erkrath              | Fundort des Neanderthalers  | Kreis Mettmann             | 4. September 2013  |
| Gescher              | Glockenstadt                | Kreis Borken               | 8. Juli 2013       |
| Grefrath             | Sport- und Freizeitgemeinde | Kreis Viersen              | 27. November 2012  |
| Haan                 | Gartenstadt                 | Kreis Mettmann             | 14. Juli 2017      |
| Hagen                | Stadt der FernUniversität   | kreisfrei                  | 19. März 2012      |
| Harsewinkel          | Die Mähdrescherstadt        | Kreis Gütersloh            | 8. Juli 2013       |
| Herford              | Hansestadt                  | Kreis Herford              | 28. Mai 2013       |
| Horstmar             | Stadt der Burgmannshöfe     | Kreis Steinfurt            | 26. August 2012    |
| Hövelhof             | Sennegemeinde               | Kreis Paderborn            | 19. März 2012      |
| Hückeswagen          | Schloss-Stadt               | Oberbergischer Kreis       | 19. März 2012      |
| Kerpen               | Kolpingstadt                | Rhein-Erft-Kreis           | 19. März 2012      |
| Kevelaer             | Wallfahrtsstadt             | Kreis Kleve                | 16. Mai 2017       |
| Leichlingen          | Blütenstadt                 | Rheinisch-Bergischer Kreis | 16. Januar 2013    |
| Lichtenau            | Energiestadt                | Kreis Paderborn            | 9. Mai 2021        |
| Lügde                | Stadt der Osterräder        | Kreis Lippe                | 26. Oktober 2012   |
| Medebach             | Hansestadt                  | Hochsauerlandkreis         | 18. Juni 2012      |
| Meschede             | Kreis- und Hochschulstadt   | Hochsauerlandkreis         | 24. Juli 2012      |
| Radevormwald         | Stadt auf der Höhe          | Oberbergischer Kreis       | 27. April 2012     |
| Roetgen              | Tor zur Eifel               | Städteregion Aachen        | 30. Oktober 2012   |
| Saerbeck             | NRW-Klimakommune            | Kreis Steinfurt            | 19. März 2012      |
| Schwerte             | Hansestadt an der Ruhr      | Kreis Unna                 | 29. März 2012      |
| Siegen               | Universitätsstadt           | Kreis Siegen-Wittgenstein  | 29. März 2012      |
| Solingen             | Klingenstadt                | kreisfrei                  | 19. März 2012      |
| Stolberg (Rheinland) | Kupferstadt                 | Städteregion Aachen        | 6. August 2012     |
| Tecklenburg          | Die Festspielstadt          | Kreis Steinfurt            | 10. September 2014 |
| Waldbröl             | Marktstadt                  | Oberbergischer Kreis       | 4. Juli 2012       |
| Warburg              | Hansestadt                  | Kreis Höxter               | 19. März 2012      |
| Wegberg              | Mühlenstadt                 | Kreis Heinsberg            | 26. Oktober 2015   |
| Werl                 | Wallfahrtsstadt             | Kreis Soest                | 14. Januar 2015    |
| Werther (Westf.)     | Böckstiegelstadt            | Kreis Gütersloh            | 21. Mai 2014       |
| Wipperfürth          | Hansestadt                  | Oberbergischer Kreis       | 19. März 2012      |

Stand: 31. Dezember 2022

## Abgelehnte Namenszusätze
Der Zusatz „Europas Mähdrescherstadt“ für Harsewinkel wurde im Juni 2013 vom Ministerium für Inneres und Kommunales zunächst abgelehnt. Im Eilverfahren haben sich der Rat und das Ministerium dann auf „Die Mähdrescherstadt“ geeinigt.